# 日本エネルギー法研究所
日本エネルギー法研究所（にほんエネルギーほうけんきゅうしょ、英: JAPAN ENERGY LAW INSTITUTE ; JELI）は、エネルギーに関する国内外の法的諸問題についての調査および研究ならびに情報の収集、整理、提供等を行うことによって、エネルギーに関する法的諸問題の解明とそれらについての一般の理解を深めることを目的とする研究機関。
1981年10月、日本で初めての民間の法律関係の研究所として発足。理事はすべて大学教授など研究者であり、官庁からも業界からも中立を建前としている。

## 概要
所在地は、東京都港区虎ノ門4-1-20　田中山ビル7階。
役員は、理事長谷川久、理事・所長野村豊弘、理事奥脇直也・小早川光郎・道垣内正人・舟田正之、監事猪鼻正純・塩野宏。職員は14名、うち研究員9名。

## 歴代理事長
- 1981年12月-　田中二郎（東京大学名誉教授）
- 1989年11月-　山内一夫（学習院大学名誉教授）
- 1984年10月-　金澤良雄（成蹊大学名誉教授）
- 1991年12月-　池原季雄（東京大学名誉教授）
- 1999年4月-　成田頼明（横浜国立大学名誉教授）
- 2011年4月-　谷川久（成蹊大学名誉教授）[5]

## 出版物
- 日本エネルギー法研究所年報・月報編集委員会編『日本エネルギー法研究所年報』1982年[6] -
- 日本エネルギー法研究所月報編集委員会編『日本エネルギー法研究所月報』1983年1月[7] -
- 研究報告書123点[8]